# Traduzioni della Bibbia in francese
La traduzione più antica e ampia, seppure incompleta, è quella realizzata da Jean le Bon (Giovanni il buono), dell'università di Parigi tra il 1226 e il 1250. Si basa sulla Vulgata latina.
Nel 1377 il teologo Raoul de Preslés dedicò una traduzione al re Carlo V. Anch'essa si basava sulla Vulgata.
Jacques Lefèvre d'Étaples realizzò la prima edizione a stampa pubblicata ad Anversa (1523-8). L'Antico Testamento si basava sulla Vulgata, mentre per il Nuovo Testamento alla base offerta dalla stessa Vulgata si affiancava il confronto con i testimoni greci.
Il riformato calvinista Pierre Robert, detto Pietro Olivetano, pubblicò nel 1535 la prima traduzione francese completamente svincolata dalla Vulgata, basata direttamente sui manoscritti ebraico-aramaici e greci. Presenta una prefazione latina di Giovanni Calvino.
Nel 1550 Nicholas de Leuze e François de Larben pubblicarono a Lovanio una traduzione basata sulla Olivetana e confrontata con quella di Jacques Lefèvre d'Étaples. Rappresentò per secoli la versione di riferimento per i cattolici francesi.
Seguono molte traduzioni:
- 1559, il protestante Sébastien Castellion realizzò una traduzione partendo da testi originali ebraico-aramaici e greci.
- 1560, la Bibbia di Ginevra di Calvino, riprende la Bibbia di Olivetano.
- 1588, del riformato Teodoro di Beza, riprende la Bibbia Ginevra.
- 1566, di René Benoist, a partire dalla Vulgata.
- La traduzione giansenista di Port-Royal fu realizzata tra il 1657 e il 1696 sotto la direzione di Louis-Isaac Lemaistre de Sacy, con la collaborazione tra gli altri di Blaise Pascal.
- 1667, Nuovo Testamento di Antoine e Louis-Isaac Lemaistre de Sacy, dal greco.
- 1707, di David Martin.
- 1724, di Jean-Frédéric Ostervald.
- 1831, Antico Testamento bilingue dell'ebreo Samuel Cahen.
- 1843, Bibbia di Tours, di Jean Jacques Bourassé e Pierre Désiré Janvier, dalla Vulgata.
- 1845, di Antoine Eugène Genoud
- 1847, Antico Testamento di H. A. Perret-Gentil.
- 1855, di David Martin.
- 1859, di John Nelson Darby, dai testi originali, traduzione molto letterale: Darby è autore parimenti di traduzioni in inglese e tedesco.
- 1860, Antico Testamento di Lazare de Wogüe.
- La traduzione di Louis Segond (1871 Antico Testamento, 1880 Nuovo Testamento) è tuttora fondamentale in ambito protestante. È realizzata parola per parola. Venne revisionata nel 1910, 1978 e 2001.
- 1872, Nuovo Testamento di Jean-Hugues Oltramare.
- 1872, Antico Testamento di Pierre Giguet, traduzione dalla LXX.
- 1873, di Jean Baptiste Glaire, dalla Vulgata.
- 1877, Nuovo Testamento di Jean Baptiste Glaire, dalla Vulgata.
- 1881, di Edouard Antoine Reus.
- 1881, di Antoine Arnaud dalla Vulgata e destinata ai seminaristi.
- 1886-1896, di Eugène Ledrain, dai testi originali.
- 1887, Vangeli, di Henri Laserre.
- 1900, Antico Testamento, di Frédéric Godet.
- 1902, Antico Testamento bilingue dell'ebreo Zadoc Kahn.
- 1904, di Louis Claude Fillion, dalla Vulgata e destinata ai seminaristi.
- 1904, di Chanoine Crampon, dai testi originali.
- 1910, Version Synodale della protestante Société Biblique Française.
- 1918, La Bible du Centenaire, di Alfred Lods e Maurice Goguel, in occasione del centenario della Société Biblique, la prima edizione con note storiche e archeologiche.
- 1951, a cura del cardinal Achille Lienart.
- 1952, dei monaci di Maredsous.
- 1956-1959, Antico Testamento di Edouard Dhorme.
- 1971, Nuovo Testamento di Jean Grosjean, Michel Léturmy e Paul Gros.
- La Bibbia di Gerusalemme (Bible de Jérusalem), realizzata tra il 1947 e il 1955, pubblicata nel 1973, riveduta nel 1988, è opera dell'École biblique et archéologique française de Jérusalem. È utile soprattutto per le sue introduzioni, per le note a fondo pagina, e per la ricchezza di rimandi a margine. È stata tradotta, con il testo biblico o solo nella parte di commento e introduzione, in molte altre lingue. Il criterio di traduzione è stato il confronto con i testi originali in ebraico-aramaico e greco. Laddove le antiche versioni discordano, vengono segnalate in nota le lezioni alternative. L'edizione italiana (EDB 1974) traduce tutto il materiale, a eccezione del testo biblico, per il quale adotta la traduzione ufficiale della Conferenza Episcopale Italiana del 1974, usata nel culto cattolico italiano.
- 1973, di Émile Osty e Joseph Trinquet.
- 1974 (II ed. 1995), Traduction du monde nouveau dei Testimoni di Geova.
- La Bibbia TOB (abbreviazione di Traduction Oecuménique de la Bible, ma anche buono in ebraico), pubblicata nel 1975-76, è stata realizzata congiuntamente da esegeti cattolici e protestanti, avallata infine da studiosi ortodossi. Le introduzioni ai singoli libri e le note a piè di pagina sono ricche ed accurate al pari della Bibbia di Gerusalemme, ma più recenti. Anche la versione italiana della TOB traduce tutto il materiale esplicativo accompagnato dalla versione ufficiale della CEI. Nel 2003 è stato ripubblicata una edizione francese del Pentateuco con note e introduzioni aggiornate ai recenti studi storico-esegetici.
- 1985, La Bible expliquée, interconfessionale in lingua corrente, della Società Biblica francese.
- 1987 (II ed. 2004), di Christiane Dieterlé et al., in francese corrente.
- 1987, di André Chouraqui, cerca di rendere lo stile poetico e il ritmo dei testi originali, inventando in alcuni casi qualche neologismo.
- 1987, curata da André Dupont-Sommer e Marc Philonenko.
- 1992, La Bible du Semeur (del seminatore) a cura della Società Biblica Internazionale, revisione nel 2000.
- 2001, La Bible. Parole de vie, in francese corrente, a cura della Alleanza Biblica Universale. Si rivolge sia ai madrelingua che desiderano una versione della Bibbia in un registro linguistico semplice e di gradevole lettura, sia a coloro per cui il francese è una seconda lingua.
- 2001, La Bible, nouvelle traduction, cattolica, edizioni Bayard.
- 2007, La Bible Segond 21, Société Biblique de Genève.